# 徳麻呂
徳麻呂（とこまろ、生没年不詳）は、飛鳥時代の人物。「とくまろ」とも読む。旧仮名遣いでの読みは同じ。氏は不明。姓（カバネ）はなし。大井寺の奴で、672年の壬申の乱の際、大海人皇子側の軍勢に加わり、中道で大伴吹負の本営を支えた。

## 経歴
徳麻呂の名は、『日本書紀』が記す倭（大和国）の中道（なかつみち）での戦闘中に現れる。この戦いで大海人皇子（天武天皇）側の軍勢を率いた大伴吹負は、上・中・下の道に配した部隊のうち中道のものを直接指揮していた。徳麻呂ら大井寺の奴5人はその中にいた。対して、敵将犬養五十君は廬井鯨に二百の精兵を与えて吹負の営を衝かせた。そのとき吹負の周りには兵が少なく、襲撃を阻止することができなかった。徳麻呂ら5人はこのとき守備兵の先鋒となって進み出て、敵を射た。これで鯨の軍の前進が止まった。やがて上道で敵を破った三輪高市麻呂と置始菟の部隊が鯨の背後に回りこむと、鯨の部隊は敗走した。
大井寺の位置は不明だが、これを百済大井にあて、大伴吹負が挙兵のときに出た百済の家の近くにあったと推測する説がある。『日本書紀』は壬申の乱について詳しく述べるが、一般兵士の身元まで記すはこの一箇所だけである。「大井寺奴」の4字は、兵士が民衆的な層から広く動員されたことを教える証拠であり、また、古代日本の奴（奴婢の男）が兵士として勇戦した一例でもある。後の律令制では奴を兵士にすることはなかったが、『日本書紀』には用明天皇2年（587年）7月の物部守屋の「奴軍」や皇極天皇2年（643年）11月1日の山背大兄王の奴三成の奮戦が見える。続く徳麻呂らの活躍の例をもって、この頃まで奴（ヤツコ）が賤民視されていなかった証拠にあげる学者もいる。律令制下においても、天平宝字8年（764年）の藤原仲麻呂の乱の行賞として諸寺の奴に物が与えられており、この時も寺の奴が戦争に動員されたようである。